# Garbagna Novarese
Garbagna Novarese là một đô thị ở tỉnh Novara ở vùng Piedmont của Ý, tọa lạc cách 80 km về phía đông bắc của Torino và khoảng 7 km về phía đông nam của Novara. Tại thời điểm ngày 31 tháng 12 năm 2004, đô thị này có dân số 1.023 người và diện tích là 10,1 km².
Garbagna Novarese giáp các đô thị: Nibbiola, Novara, Sozzago, Terdobbiate, và Trecate.